# Asienspiele 2022/Badminton
Titelträger im Badminton wurden bei den Asienspielen 2022 in Hangzhou in fünf Einzel- und zwei Mannschaftsdisziplinen ermittelt. Die Wettkämpfe fanden vom 28. September bis zum 7. Oktober 2023 statt. Zuerst wurden dabei bis zum 1. Oktober die beiden Teamwettbewerbe ausgetragen. Danach folgten die Einzeldisziplinen.

## Teilnehmende Nationen
246 Athleten aus 23 Ländern waren am Start.

 Bhutan,  Kambodscha,  Volksrepublik China,
 Chinesisch Taipeh,  Hongkong,  Indien,
 Indonesien,  Iran,  Japan,
 Jordanien,  Kasachstan,  Macau,
 Malaysia,  Malediven,  Mongolei,
 Nepal,  Pakistan,  Osttimor,
 Singapur,  Südkorea,  Sri Lanka,
 Thailand,  Vietnam

## Medaillengewinner
| Disziplin        | Gold | Silber | Bronze |
| ---------------- | --- | --- | --- |
| Herreneinzel     | Li Shifeng | Shi Yuqi | H. S. Prannoy |
| Herreneinzel     | Li Shifeng | Shi Yuqi | Kodai Naraoka |
| Dameneinzel      | An Se-young | Chen Yufei | He Bingjiao |
| Dameneinzel      | An Se-young | Chen Yufei | Aya Ohori |
| Herrendoppel     | Satwiksairaj Rankireddy Chirag Shetty                                                                                                  | Choi Sol-gyu Kim Won-ho | Lee Yang Wang Chi-lin |
| Herrendoppel     | Satwiksairaj Rankireddy Chirag Shetty                                                                                                  | Choi Sol-gyu Kim Won-ho | Aaron Chia Soh Wooi Yik |
| Damendoppel      | Chen Qingchen Jia Yifan | Baek Ha-na Lee So-hee | Kim So-young Kong Hee-yong |
| Damendoppel      | Chen Qingchen Jia Yifan | Baek Ha-na Lee So-hee | Yuki Fukushima Sayaka Hirota |
| Mixed            | Zheng Siwei Huang Yaqiong | Yuta Watanabe Arisa Higashino | Seo Seung-jae Chae Yoo-jung |
| Mixed            | Zheng Siwei Huang Yaqiong | Yuta Watanabe Arisa Higashino | Feng Yanzhe Huang Dongping |
| Herrenmannschaft | Volksrepublik China Shi Yuqi Li Shifeng Lu Guangzu Weng Hongyang Liang Weikeng Wang Chang Liu Yuchen Ou Xuanyi Feng Yanzhe Zheng Siwei | Indien H. S. Prannoy Lakshya Sen Srikanth Kidambi Mithun Manjunath Satwiksairaj Rankireddy Chirag Shetty M. R. Arjun Dhruv Kapila Rohan Kapoor K. Sai Pratheek | Südkorea Seo Seung-jae Lee Yun-gyu Kim Won-ho Kim Young-hyuk Kang Min-hyuk Jeon Hyeok-jin Jin Yong Cho Geon-yeop Choi Sol-gyu Na Sung-seung                                                                            |
| Herrenmannschaft | Volksrepublik China Shi Yuqi Li Shifeng Lu Guangzu Weng Hongyang Liang Weikeng Wang Chang Liu Yuchen Ou Xuanyi Feng Yanzhe Zheng Siwei | Indien H. S. Prannoy Lakshya Sen Srikanth Kidambi Mithun Manjunath Satwiksairaj Rankireddy Chirag Shetty M. R. Arjun Dhruv Kapila Rohan Kapoor K. Sai Pratheek | Japan Kyohei Yamashita Yuta Watanabe Kodai Naraoka Akira Koga Takuro Hoki Taichi Saito Kenta Nishimoto Yugo Kobayashi Kanta Tsuneyama Koki Watanabe                                                                    |
| Damenmannschaft  | Südkorea An Se-young Kim Ga-eun Kim Ga-ram Baek Ha-na Lee So-hee Kim So-young Kong Hee-yong Jeong Na-eun Kim Hye-jeong Chae Yoo-jung   | Volksrepublik China Chen Yufei He Bingjiao Han Yue Wang Zhiyi Chen Qingchen Jia Yifan Zhang Shuxian Zheng Yu Huang Dongping Huang Yaqiong                      | Japan Akane Yamaguchi Aya Ohori Saena Kawakami Natsuki Nidaira Nami Matsuyama Chiharu Shida Yuki Fukushima Sayaka Hirota Arisa Higashino Naru Shinoya                                                                  |
| Damenmannschaft  | Südkorea An Se-young Kim Ga-eun Kim Ga-ram Baek Ha-na Lee So-hee Kim So-young Kong Hee-yong Jeong Na-eun Kim Hye-jeong Chae Yoo-jung   | Volksrepublik China Chen Yufei He Bingjiao Han Yue Wang Zhiyi Chen Qingchen Jia Yifan Zhang Shuxian Zheng Yu Huang Dongping Huang Yaqiong                      | Thailand Supissara Paewsampran Sapsiree Taerattanachai Benyapa Aimsaard Nuntakarn Aimsaard Rawinda Prajongjai Jongkolphan Kititharakul Supanida Katethong Busanan Ongbumrungpan Pornpawee Chochuwong Ratchanok Intanon |

## Medaillenspiegel
| Rang   | Land                | Gold | Silber | Bronze | Gesamt |
| ------ | ------------------- | ---- | ------ | ------ | ------ |
| 1      | Volksrepublik China | 4    | 3      | 2      | 9      |
| 2      | Südkorea            | 2    | 2      | 3      | 7      |
| 3      | Indien              | 1    | 1      | 1      | 3      |
| 4      | Japan               | 0    | 1      | 5      | 6      |
| 5      | Chinesisch Taipeh   | 0    | 0      | 1      | 1      |
|        | Malaysia            | 0    | 0      | 1      | 1      |
|        | Thailand            | 0    | 0      | 1      | 1      |
| Gesamt | Gesamt              | 7    | 7      | 14     | 28     |